# علي الخطيب
علي الخطيب (بالعبرية: עלי חטיב‏) من مواليد 18 مارس 1989 في شفا عمرو، إسرائيل، هو لاعب كرة قدم فلسطيني يلعب لنادي مكابي اخاء الناصرة كلاعب وسط.

## مسيرته المهنية
بدأ علي خطيب بلعب كرة القدم في قسم الشباب المحلي في هبوعيل شفاعمرو، قبل أن ينتقل إلى قسم الشباب في هبوعيل حيفا. بعد أن لعب في فرق في الدوريات الدنيا في إسرائيل، انتقل في سن العشرين للعب في الدوري الفلسطيني الممتاز، حتى تم توقيعه في كانون الثاني عام 2012 من قبل المدرب الجديد لهبوعيل حيفا، تل بنين. منذ انتقاله الى هبوعيل حيفا اتضح انه من افضل اللاعبين في كرة القدم الاسرائيلية وسجله الكبير حتى الان يثبت ذلك بوضوح.
في الرّابع من شباط عام 2012، سجّل هدفه الأوّل في الدرجة العليا، في مباراة ضد هبوعيل بيتح تكفا. في 31 من آذار عام 2012، خلال مباراة ضد مكابي بيتح تكفا في الدرجة العليا، تعرض علي خطيب للهجوم بعد صافرة النهاية من قبل مدرب حارس مرمى مكابي بيتح تكفا، آمي غانيش، الذي لكمه في وجهه. 
واتضح لاحقًا أن علي خطيب تلقى أيضًا ركلات من عامل مكابي بيتح تكفا، إيجال مامان. 
أدين ميمان وجانيش في صفقة اعتراض في محاكمتهما، وتم خصم 3 نقاط من مكابي بيتح تكفا من ميزانيتهما، مما أدى في النهاية إلى هبوطهما إلى الدوري الوطني في نهاية الموسم.
في صيف عام 2012، وقع علي خطيب مع فريق مكابي نتانيا، خلال الموسم ، في مباراة ضد ابناء سخنين ، تورط في حادثة بصق على مدافع ابناء سخنين، عيدان وايزمان.
بعد الحادث، تم إيقاف علي خطيب لمدة 8 مباريات  وحاول مكابي نتانيا إنهاء عقده، لكنه في النهاية بقي مع الفريق الذي هبط معه حتى نهاية الموسم. في تموز عام 2013 وقّع مع هبوعيل عكا، خلال "مباراة  تحضيرية ودية بين هبوعيل حيفا ومكابي نتانيا"قبل انطلاق الموسم ،نطح علي خطيب لاعب مكابي نتانيا فيكي كحلون  . ونتيجة لذلك تم إيقافه من تدريب هبوعيل عكا  ، وفي النهاية تم تسريحه من الفريق قبل بدء الموسم، ووقّع مع مكابي اخاء الناصرة من الرابطة الوطنية ولعب لمدة عامين.
في العاشر من حزيران عام 2015 ، عاد علي خطيب إلى هبوعيل حيفا. 
في السادس من كانون الثاني عام 2016 عاد الى مكابي اخاء الناصرة ولعب موسمًا ونصفًا آخر بزيّ الفريق.
في الخامس من تموز عام 2017، وقع علي خطيب لموسم واحد مع هبوعيل الخضيرة، الوافد الجديد إلى الدرجة الممتازة.
في موسم 2017/2018، سجّل سبعة أهداف في الدوري في 32 مباراة وساعد الفريق في التأهل إلى الدرجة العليا.
في بداية موسم الدرجة العليا 2018/2019، ظهر في 11 مباراة بالدوري بزيّ الفريق.
في كانون الثاني عام 2019، عاد علي خطيب إلى مكابي اخاء الناصرة، وبحلول نهاية الموسم سجّل خمسة أهداف في 11 مباراة بالدرجة الممتازة. في الثامن من كانون الثاني عام 2020، استغل بند التحرير في عقده وترك مكابي اخاء الناصرة. 
في نيسان من نفس العام ، وقّع مع اتحاد أبناء شفاعمرو في الدرجة ب.

## المنتخب الوطني
في عام 2011، تم استدعاء علي خطيب لمنتخب فلسطين، وظهر لأول مرة إعلاميًا في الثالث والعشرين من تموز عام 2011، في مباراة ضد المنتخب التايلندي كجزء من تصفيات كأس العالم 2014. وسجّل هدفه الأوّل مع المنتخب الوطني في السادس من كانون الأول عام 2011، في الدقيقة 67 من مباراة ودية ضد منتخب البحرين.
بعد 11 يومًا، سجّل هدفًا في المباراة الحاسمة ضد منتخب السودان في إطار بطولة كرة القدم بدورة الألعاب العربية، في المباراة صعد بفريقه إلى نصف نهائي البطولة.

## روابط خارجية
- علي الخطيب على موقع قاعدة بيانات كرة القدم.إي يو (الإنجليزية)
- علي الخطيب على موقع ناشيونال فوتبول تيمز (الإنجليزية)
- علي الخطيب على موقع Soccerway.com (الإنجليزية)
- علي الخطيب على موقع عالم كرة القدم.نت (الإنجليزية)
- علي الخطيب على موقع كووورة